# Laverda Hockey Breganze 1966
Questa voce raccoglie le informazioni riguardanti il Laverda Hockey Breganze nelle competizioni ufficiali della stagione 1966.

## Maglie e sponsor
| 1ª divisa |